# Зюдгарц
Зюдгарц (нім. Südharz) — громада в Німеччині, розташована в землі Саксонія-Ангальт. Входить до складу району Мансфельд-Зюдгарц.
Площа — 236,36 км2. Населення становить 9104 ос. (станом на 31 грудня 2021).